# Tomasz August Olizarowski
Tomasz August Olizarowski (ur. 10 marca 1811 w Wojsławicach, zm. 3 maja 1879 w Paryżu) – polski dramatopisarz.
Ukończył naukę w Liceum Krzemienieckim, walczył w powstaniu listopadowym 1830–1831. Po upadku walk pozostawał w Galicji. W roku 1836 był więziony za uczestnictwo w walkach niepodległościowych. Został deportowany. Przebywał przez pewien czas w Londynie, Paryżu, Wielkopolsce i Belgii. W 1864 zamieszkał w Paryżu. Uczestniczył w życiu politycznym polskiej emigracji, był związany z Hôtelem Lambert. Pisał do gazety „Trzeci Maja” i do innych, jednak obecnie nieznanych z nazwy.
Jest autorem ponad czterdziestu dramatów. Poza nimi pisał też powieści poetyckie i wiersze. Recenzje do niektórych z nich napisał Cyprian Kamil Norwid, który był przyjacielem Olizarowskiego, gdy ten zamieszkał w Paryżu.

## Twórczość
- 1846: Woskresenki
- po 1846: Wincenty z Szamotuł[2]
- 1849: Dziewice z Erinu[3]
- 1857: Rognieda
- Bruno
- Zawerucha[4]